# Steelton
Steelton – miasto w Stanach Zjednoczonych, w stanie Pensylwania, nad rzeką Susquehanna.
Liczba mieszkańców wynosi ok. 6 tys. mieszkańców.